# Feministyczna egzegeza biblijna
Feministyczna egzegeza biblijna – krytyczna analiza judeochrześcijańskiego Pisma Świętego z feministycznego punktu widzenia, skupiająca się na przedstawieniu kobiet w Biblii.
Feministyczna egzegeza biblijna wywodzi się z pism autorek z kręgów protestanckich, powstałych w XVII wieku. Popularność zyskały jednak dopiero w XIX wieku, kiedy ruchy feministyczne zaczęły rosnąć w siłę.
Autorki feministycznej egzegezy biblijnej:
- Margaret Fell – założycielka kwakryzmu,
- Jane Lead – filadelfijska prorokini,
- Ann Bathurst – filadelfijska prorokini,
- Mary Astell – pisarka,
- Elizabeth Bathurst – kwakierka,
- M. Marsin – wizjonerka.

Autorki popierały równość płci w małżeństwie, społeczeństwie oraz religii. Za wzór stawiane były m.in. Najświętsza Maria Panna, przedstawiana w Biblii jako instrument zbawienia, oraz Maria Magdalena, która na równi z mężczyznami bierze udział w dyskusjach.